# Coudeville-sur-Mer
 Coudeville-sur-Mer  là một xã thuộc tỉnh Manche trong vùng Normandie tây bắc nước Pháp. Xã này nằm ở khu vực có độ cao trung bình 46 mét trên mực nước biển.